# Халиев, Адам Сираждиевич
А́дам Сиражди́евич Хали́ев (чечен. Хали Сираждин Адам; род. 16 апреля 1984, Грозный, Чечено-Ингушская АССР, РСФСР, СССР) — Заслуженный мастер спорта России по кудо, четырёхкратный чемпион России по кудо, обладатель первого дана и чёрного пояса по кудо, обладатель первого дана и чёрного пояса по Тхэквондо, мастер спорта России международного класса по кикбоксингу, мастер спорта России международного класса по рукопашному бою, двукратный чемпион России по кикбоксингу, чемпион мира по кикбоксингу, чемпион Евразии по рукопашному бою, двукратный чемпион международного турнира по армейскому рукопашному бою посвященный памяти В. Ф. Маргелову, 2-кратный чемпион мира по кудо, обладатель кубка мира по шут-боксингу, обладатель кубка мира по кик-джитсу, двукратный обладатель Кубка мира по кудо, победитель чемпионата России по смешанным боям «League S70».

## Биография
Адам Халиев чеченец, родился 3 августа 1988 году в Грозном, в семье автомеханика Сираждия Халиева. В семье пять братьев: Аслан, Рустам, близнецы Хасан и Хусейн. Все они занимаются единоборствами. Адам Халиев часто менял школы, в связи с тяжелой социально-политической обстановкой в регионе, в результате военных действий. В период второй военной компании семья Халиевых была вынуждена покинуть Грозный и переехать в палаточный лагерь в селе Знаменское. Там Халиев продолжил учиться в местной сельской школе № 2 и окончил школу № 18 г. Грозного после завершения активных боевых действий на территории Чеченской Республики. В 2011 году Халиев закончил негосударственный университет Москвы «Российский новый университет» по квалификации — юрист.

### Спорт
Старший брат Аслан помогал ему начать заниматься карате, в 5 лет Адам Халиев уже посещал секции ушу и карате. В 1993 году он выбрал тхэквондо как базовый вид спорта и начал участвовать в соревнованиях. В 2012 году он был номинирован на премию «Нокаут года» за удар, нанесенный на турнире «League S-70». Халиев улучшал свои навыки кикбоксинга, тайского бокса, а в 2009 году начал выступать по правилам кудо и смешанных единоборств. В 2012 году спортивный журнал «Fighters Only» который выступал координатором вручений ежегодных премий по смешанным единоборствам World MMA Awards номинировал Халиев на премию «Нокаут года» за удар, нанесенный Алексею Беляеву на турнире «League S-70». В ноябре 2013 года Халиев подписал контракт с UFC.

#### Спортивная карьера
Халиев начал свою спортивную карьеру в 2004 году, когда он принял участие в чемпионате России по кикбоксингу и завоевал золотую медаль. В 2005 году Халиев победил на чемпионате мира по этому виду спорта. Он также стал чемпионом России по кикбоксингу в том же году.
В 2007 году Халиев стал чемпионом Европы и Азии по рукопашному бою. В 2009 году он принял участие в чемпионате мира по кудо, где одержал победу и стал первым чемпионом мира в этом виде спорта.
В 2011 году Халиев завоевал кубок мира по кудо и решил испытать свои силы в смешанных единоборствах. Он совершил свой дебютный бой 2 октября 2011 года на турнире «Беркут против сборной регионов», представляя команду «Беркут». Его соперником был российский боец Николай Сюткин. Халиев нокаутировал Сюткина в начале боя.
Второй поединок Халиева состоялся 22 декабря 2011 года на турнире League S-70, где он встретился с Алексеем Беляевым. Халиев нокаутировав Беляева в первом раунде за 3 минуты боя.
18 февраля 2012 года, на турнире League S-70 Халиев победил украинца Александра Долотенко в первом раунде с помощью болевого приема «рычаг локтя». Через два месяца Халиев вновь одержал победу на турнире League S-70, удушив литовца Валдиса Поцевичуса всего через 30 секунд первого раунда. 25 мая Халиев встретился с Магомедом Мутаевым на шоу League S-70. После трех раундов он одержал победу единогласным решением судей.
На следующем бою на турнире League S-70 Халиев встретился с Магомедкеримовым и победил единогласным решением судей, став чемпионом. Он имеет рекорд из 6 побед и 0 поражений, из которых 4 победы были досрочными.
В ноябре 2013 года Халиев подписал контракт с UFC. Однако, его первый бой в UFC не состоялся из-за травмы.

## Спортивные достижения
- Чемпион лиги S-70 в среднем весе (2012).
- 2-х кратный чемпион мира по кудо (2009), (2014).
- 2-х кратный обладатель кубка мира по кудо (2011), (2016).
- чемпион мира по кикбоксингу (2005).
- Чемпион России по рукопашному бою (2007).
- Чемпион Евразии по рукопашному бою (2007).
- 2-х кратный чемпион России по кикбоксингу (2004), (2005).
- Чемпион мира по армейскому рукопашному бою (2008), (2010).
- Обладатель кубка мира по шут-боксингу (2010).
- Обладатель кубка мира по кик-джитсу (2010).
- 4-х кратный чемпион России по кудо (2012), (2015), (2016), (2018).

## Таблица выступлений
| Результат | Рекорд | Соперник               | Способ                     | Турнир                                                          | Дата                 | Раунд | Время | Место                                    | Примечание                              |
| --------- | ------ | ---------------------- | -------------------------- | --------------------------------------------------------------- | -------------------- | ----- | ----- | ---------------------------------------- | --------------------------------------- |
| Победа    | 7-0    | Яцин Даджи             | Технический нокаут (удары) | Strike FC 4 King of Warriors 3 / Strike Fighting Championship 4 | 2 декабря 2019 года  | 1     | 00:16 | Москва, Россия                           |                                         |
| Победа    | 6-0    | Магомед Магомедкеримов | Единогласное решение       | League S-70: финал ЧР                                           | 11 августа 2012 года | 3     | 5:00  | Сочи, Краснодарский край, Россия         | Завоевал титул лиги S-70 в среднем весе |
| Победа    | 5-0    | Магомед Мутаев         | Единогласное решение       | League S-70: полуфинал ЧР                                       | 25 мая 2012 года     | 3     | 5:00  | Москва, Россия                           |                                         |
| Победа    | 4-0    | Валдас Поцевичус       | Сабмишн (удушение)         | Лига «S-70» — Чемпионат России 3 этап                           | 6 апреля 2012 года   | 1     | 0:29  | Москва, Россия                           |                                         |
| Победа    | 3-0    | Александр Долотенко    | Сабмишн (рычаг локтя)      | Лига «S-70» — Чемпионат России 2 этап                           | 18 февраля 2012 года | 1     | 4:00  | Омск, Омская область, Россия             |                                         |
| Победа    | 2-0    | Алексей Беляев         | Нокаут (торнадо)           | Лига «S-70» — Чемпионат России 1 этап                           | 22 декабря 2011 года | 1     | 2:26  | Волгоград, Волгоградская область, Россия |                                         |
| Победа    | 1-0    | Николай Сюткин         | Нокаут (удар)              | Команда «Беркут» vs Сборная Регионов                            | 2 октября 2011 года  | 1     | 1:46  | Грозный, Чечня, Россия                   |                                         |